# 雷山髭蟾
雷山拟髭蟾（学名：Leptobrachium leishanensis）为角蟾科拟髭蟾属的两栖动物，俗名角怪，是中国的特有物种。已从髭蟾属转到拟髭蟾属。分布于贵州等地，主要生活于阔叶林地带山溪内及溪边石滩上。其生存的海拔范围为1100至1500米。该物种的模式产地在贵州雷山。